# Damian
Damian (dt. [ˈdaːmi̯aːn] oder [daˈmi̯aːn]; englisch [ˈdeɪmiən]) bzw. Damián (spanisch) ist ein männlicher Vorname.

## Herkunft und Bedeutung
Der Name Damian wird aus der griechischen Form Damianos abgeleitet. Diese wiederum hat ihren Ursprung in dem griechischen Wort daman („mächtig“). Der Name bedeutet also so viel wie „der Mächtige“. Die lateinische Form ist Damianus.
Weitere mögliche Herleitungen:
- vielleicht zu griechisch demos („Volk“)[2]
- vielleicht zu griechisch damázein („bezwingen“)[3]

## Namenstag
- 26. September (Kosmas und Damian)
- 27. September (in der Slowakei, mit Cyprian und Kozmas)
- 10. Mai (Damian de Veuster)
- 23. Februar (in Polen)

## Varianten
- Männlich: Damiaan, Damián, Damien, Damiano, Damião, Damijan, Damjan, Damion, Daymian, Demian, Domian; Damon
- Weiblich: Damiana, Damia

## Namensträger

### Vorname
- Der heilige Damian († 303 n. Chr.), Schutzpatron der Apotheker und Ärzte
- Damianus († um 664), Bischof von Rochester
- Damian Adamus (* 1967), polnischer Eishockeyspieler
- Cosmas Damian Asam (1686–1739), bayerischer Architekt
- Damian Bellón (* 1989), schweizerischer Fußballspieler
- Damian Boeselager (* 1988), deutscher Politiker
- Damian Bryl (* 1969), Bischof von Kalisz
- Damian Conway (* 1964), australischer Informatikprofessor
- Damiano Damiani (1922–2013), italienischer Drehbuchautor und Filmregisseur
- Damian Davey (1964–2017), britischer Popmusiker und Schauspieler, bekannt auch als „Damien“
- Damian Drăghici (* 1970), rumänisch-US-amerikanischer Musiker, gehört der Minderheit der Roma an
- Damián Escudero (* 1987), argentinischer Fußballspieler
- Damjan Fras (* 1973), slowenischer Skispringer
- Damian Gorawski (* 1979), polnischer Fußballspieler
- Damian Halata (* 1962), deutscher Fußballspieler
- Damian Hardung (* 1998), deutscher Schauspieler
- Damian Harris (* 1958), britisch-amerikanischer Filmregisseur und Drehbuchautor
- Damian Hartard von und zu Hattstein (1676–1751), deutscher Genealoge
- Damián Ísmodes (* 1989), peruanischer Fußballspieler
- Damian Janikowski (* 1989), polnischer Ringer
- Damian Kreichgauer (1859–1940), Steyler Missionar, Geologe, Physiker, Kulturanthropologe und Ethnologe
- Damian Läge (* 1961), deutscher Psychologe, Philosoph und Philatelist
- Damián Lanza (* 1982), ecuadorianischer Fußballspieler
- Damian Lewis (* 1971), britischer Schauspieler
- Damian Hartard von der Leyen (1624–1678), Erzbischof und Kurfürst von Mainz sowie Bischof von Worms
- Damian Lillard (* 1990), US-amerikanischer Basketballspieler
- Damian August Philipp Karl von Limburg-Stirum (1721–1797), Fürstbischof von Speyer
- Damián Lizio (* 1989), argentinischer Fußballspieler
- Damian Lohr (* 1993), deutscher Politiker
- Damian Luca (* 1936), rumänischer Musiker
- Damián Macaluso (* 1980), uruguayisch-italienischer Fußballspieler
- Damian Marley (* 1978), jamaikanischer Musiker
- Damián Ortega (* 1967), mexikanischer Künstler
- Damian Rhodes (* 1969), US-amerikanischer Eishockeytorwart
- Damian Salas (* 1975), argentinischer Pokerspieler
- Damian Hugo Philipp von Schönborn-Buchheim (1676–1743), deutscher Kleriker
- Damian Thüne (* 1996), deutscher Schauspieler
- Damian de Veuster (1840–1889), belgischer Missionar und Heiliger
- Damian Waniczek (* 1981), polnischer Naturbahnrodler
- Damián Yáñez Neira (1916–2015), spanischer Trappist und Ordenshistoriker
- Damian Zimoń (* 1934), polnischer Geistlicher,  von 1985 bis 2011 Bischof/Erzbischof von Kattowitz

### Familienname
- Damian (* 1955), deutscher Generalbischof der koptisch-orthodoxen Kirche
- Cornel Damian (* 1960), rumänischer Weihbischof
- Cristina Damian (* 1977), rumänische Opernsängerin (Mezzosopran)
- Dan Damian (1927–2012), rumänischer Schauspieler
- David Damian (* 2006), rumänischer Leichtathlet
- Edson Taschetto Damian (* 1948), brasilianischer Bischof von São Gabriel da Cachoeira
- Erwin Damian (1912–2004), deutscher Pädagoge und Schriftsteller
- France-Elena Damian (* 1977), rumänisch-deutsche Theaterregisseurin
- Georgeta Damian (* 1976), rumänische Ruderin
- Heinz Damian (1925–2013), österreichischer Anwalt
- Horia Damian (1922–2012), rumänisch-französischer Maler und Bildhauer
- Jakob Damian (1682–1763), österreichischer Tuchhändler und Stifter
- Janeen Damian (* 1961), US-amerikanische Filmproduzentin, Drehbuchautorin und Filmregisseurin
- Leopold Damian (1895–1971), deutscher Politiker (NSDAP) und SA-Führer
- Martin Damian (* 1973), tschechischer Ikonenmaler
- Máximo Damián Huamaní (1936–2015), peruanischer Violinist, Komponist und Sammler traditioneller Lieder
- Michael Damian (Komponist) (* 1954), israelischer Komponist
- Michael Damian (* 1962), US-amerikanischer Schauspieler
- Mihai Damian (* 1990), rumänischer Skispringer
- Oswald Damian (1889–1978), evangelischer Geistlicher
- Ralf Damian (* 1962), deutscher Handballschiedsrichter
- Thomas Damian (* 1984), italienischer Naturbahnrodler